# Edward O’Brien (Leichtathlet)
Edward O’Brien (Edward Thomas O’Brien, kurz auch „Eddie“ O’Brien; * 12. September 1914 in Somers Point, New Jersey; † 15. September 1976 in Essex Falls, New Jersey) war ein US-amerikanischer Leichtathlet, der im Wesentlichen im 400-Meter-Lauf antrat.
Für die Vereinigten Staaten startete er in den Leichtathletikwettbewerben der Olympischen Spiele 1936 in Berlin im Staffelrennen über 4 × 400 Meter. Dort gewann er zusammen mit Harold Cagle, Robert Young und Alfred Fitch in einer Zeit von 3:11,0 min hinter der britischen Staffelmannschaft die Silbermedaille.
O’Brien gehörte über drei Jahre in Folge zu den landesbesten Sprintern auf der 400-Meter-Strecke (All-American). Er schloss 1937 ein Studium an der Syracuse University ab, in der dortigen Syracuse Hall of Fame sind auch einige seiner Pokale ausgestellt. 1937 heiratete er Florence Quintin, im Dezember 1941 trat er in die United States Navy ein und war im Südpazifik auf einem Zerstörer im Einsatz. Mit seiner Frau zusammen hatte er einen Sohn, den Psychologen Edward T O’Brien Jr., der in Clearwater in Florida lebt. O’Brien lebte einige Zeit auf Bermuda, im September 1976 starb er an Darmkrebs.